# 塞勒姆鎮區 (內布拉斯加州富蘭克林縣)
塞勒姆鎮區（英語：Salem Township）是位於美國內布拉斯加州富蘭克林縣的一個行政鎮區。

## 地方資料
塞勒姆鎮區的面積為93.73平方千米，皆為陸地。根據2020年美國人口普查的數據，當地共有人口521人，而人口密度為每平方千米5.56人。